# Entkonkretisierung
Der Begriff Entkonkretisierung beschreibt im deutschen Allgemeinen Schuldrecht den Vorgang, bei dem eine einmal eingetretene Konkretisierung rückgängig gemacht wird. Die Möglichkeit einer solchen Durchbrechung der Bindungswirkung der Konkretisierung wird von Teilen der juristischen Literatur bejaht, von der Rechtsprechung jedoch abgelehnt.

## Begriff und Eintritt der Konkretisierung
Der Terminus Konkretisierung beschreibt den rechtlichen Vorgang, bei dem sich ein Schuldverhältnis nur noch auf eine bestimmte Sache beschränkt, obwohl zunächst eine nur der Gattung nach bestimmte Sache geschuldet war. Im deutschen Zivilrecht kann Konkretisierung einerseits nach § 243 Abs. 2 BGB oder im Fall des Annahmeverzugs (= Gläubigerverzug) auch als sog. Quasikonkretisierung nach § 300 Abs. 2 BGB eintreten. 
Dieser Prozess wird in der rechtswissenschaftlichen Literatur häufig auch als Umwandlung einer Gattungs- in eine Stückschuld bezeichnet und hat große Bedeutung im Unmöglichkeitsrecht. Geht eine bereits (wirksam) konkretisierte Sache unter, so tritt gemäß § 275 Abs. 1 BGB Unmöglichkeit ein. Dies hat zur Folge, dass der Primäranspruch des Gläubigers gegen den Schuldner auf Leistung des ursprünglich geschuldeten Gegenstands untergeht und der Gläubiger die Leistung einer gleichartigen anderen Sache nicht mehr verlangen kann. Es besteht somit nach herrschender Meinung kein Nachlieferungsanspruch bei Untergang der Sache.
Grundlegende Voraussetzung für die Beschränkung einer Gattungsschuld auf eine Stückschuld – mithin für den Eintritt von Konkretisierung – ist, dass ein Schuldner eine Sache mittlerer Art und Güte für die Erfüllung des vertraglichen Schuldverhältnisses auswählt und darüber hinaus „das zur Leistung seinerseits Erforderliche“ nach § 243 Abs. 2 BGB getan hat. Leistet ein Schuldner hingegen eine mangelhafte (und damit eine im Sinne der §§ 362 ff. BGB grundsätzlich erfüllungsuntaugliche) Sache, so steht dem Eintritt von Konkretisierung bereits der Wortlaut des § 243 Abs. 2 BGB entgegen. Geschuldet bleibt in diesem Fall weiterhin eine nur der Gattung nach bestimmte Sache, sodass der Schuldner verpflichtet bleibt, eine andere gleichartige Sache an den Gläubiger zu leisten. Die weiteren Voraussetzungen, die an „das zur Leistung seinerseits Erforderliche“ zu stellen sind, knüpfen unmittelbar an die geschuldete Leistungshandlung an. Der Inhalt der Leistungshandlung richtet sich im Einzelfall nach der Art der im konkreten Schuldverhältnis vereinbarten Schuld (Holschuld, Bringschuld, Schickschuld).

## Die Bindungswirkung der Konkretisierung
Ist Konkretisierung eingetreten, das Schuldverhältnis somit einmal auf eine bestimmte Sache beschränkt, stellt sich die Anschlussfrage, ob eine einmal eingetretene Konkretisierung in rechtlich zulässiger Weise vom Schuldner noch rückgängig gemacht werden kann. Folgender Beispielsfall verdeutlicht die Problematik:
K hat bei V einen Computer bestellt. Beide vereinbaren, dass V das Gerät in die Wohnung des K bringen und dort installieren soll. Als V zum vereinbarten Liefertermin mit dem für K ausgewählten Computer zu dessen Wohnung kommt, trifft er diesen nicht an. V entschließt sich deshalb, den Computer an einen anderen Kunden (D) auszuliefern, der „auf dem Weg“ wohnt und das gleiche Modell bestellt hat.
V und K vereinbaren im obigen Fall ausdrücklich eine Bringschuld. Leistung- und Erfolgsort fallen deshalb am Sitz des Gläubigers (hier: K) zusammen. Die erforderliche Leistungshandlung des Schuldners besteht daher in der Übergabe bzw. im tatsächlichen Anbieten der geschuldeten Sache in Annahmeverzug begründender Weise am Sitz des Gläubigers. Sofern im obigen Fall keine bloße vorübergehende Annahmeverhinderung nach § 299 BGB anzunehmen ist, tritt in dem Moment Konkretisierung ein, in dem K in Annahmeverzug gerät. 
Das Hauptproblem des Beispielfalles besteht jedoch darin, ob V die eingetretene Konkretisierung dadurch wieder aufgehoben hat bzw. zulässigerweise hätte aufheben können, dass er den Computer wieder mitgenommen und im Weiteren an D ausgeliefert hat. Dies führt zu der Frage, ob es rechtlich zulässig ist, den Konkretisierungsvorgang rückgängig zu machen oder an dem Eintritt einer Bindungswirkung festzuhalten. 
- Nach dem Willen des Gesetzgebers, dem sich die Rechtsprechung und Teile des Schrifttums angeschlossen haben, soll der Schuldner eine einmal erfolgte Konkretisierung im Ausgangspunkt nicht mehr aufheben können.[4] § 243 Abs. 2 BGB sei eine nicht teleologisch reduzierfähige Vorschrift zum Schutz des Gläubigers und bezwecke, diesen vor etwaigen Spekulationsrisiken seitens des Schuldners zu bewahren.[5] Der Wortlaut der Norm sei zu beachten, da er auch den soeben angeführten objektiven Zweck des Schutzes vor Spekulationen hat. Unbillige Ergebnisse seien im Einzelfall über die Vorschrift von Treu und Glauben nach § 242 BGB zu bereinigen.[6] Nach dieser Ansicht ist im Ergebnis eine Bindungswirkung einer einmal eingetretenen Konkretisierung anzunehmen.

- Nach gegenteiliger Auffassung sei § 243 Abs. 2 BGB hingegen als Schuldnerschutzvorschrift zu interpretieren. Diese sei teleologisch reduzierfähig und insofern entsprechend nach ihrem Sinn und Zweck einschränkend auszulegen. Der Schuldner soll nicht mehr aus der gesamten Gattung leisten müssen und das volle Wiederbeschaffungsrisiko tragen, wenn er schon einmal alles seinerseits Erforderliche getan hat. Dem Schuldner müsse es frei stehen, die Konkretisierung rückgängig zu machen und dem Gläubiger eine andere gleichartige Sache zu liefern[7], zumal der Gläubiger kein schutzwürdiges Interesse an der Lieferung der einen bestimmten – bereits konkretisierten – Sache hat. Verzichtet der Schuldner hingegen freiwillig auf diesen Schutz, soll er auch wieder seine Leistung aus der Gattung anbieten dürfen. Ein Rückgängigmachen der Konkretisierung habe aber zur Folge, dass der Schuldner erneut die volle Leistungsgefahr trage. Eine Bindungswirkung wird nach dieser Ansicht abgelehnt.

Für die Auffassung der Rechtsprechung spricht zum einen der Wille des parlamentarischen Gesetzgebers, § 243 BGB als Gläubigerschutzvorschrift auszugestalten und zum anderen der Wortlaut des Gesetzes. § 243 BGB regelt in Absatz 2 die rechtlichen Voraussetzungen für den Eintritt von Konkretisierung, jedoch nicht den umgekehrten Fall, dass eine bereits eingetretene Konkretisierung wieder aufgehoben werden soll.
Für die Gegenauffassung lässt sich anführen, dass es ausschließlich in der Dispositionssphäre des Schuldners liegt, ob dieser den bereits eingetretenen Konkretisierungszustand wieder aufhebt, in der Folge weiterhin zur Leistung verpflichtet bleibt und die volle Leistungsgefahr mit allen Wiederbeschaffungsrisiken trägt.